# U-879
 U-879  — немецкая подводная лодка типа IXC/40, времён Второй мировой войны. 
Заказ на постройку субмарины был отдан 2 апреля 1942 года. Лодка была заложена 26 июня 1943 года на верфи судостроительной компании АГ Везер, Бремен, под строительным номером 1087, спущена на воду	11 января 1944 года, 19 апреля 1944 года под командованием капитан-лейтенанта Эрвина Маншена вошла в состав учебной 4-й флотилии. 1 февраля 1945 года вошла в состав 33-й флотилии. Лодка совершила один боевой поход, повредила одно судно водоизмещением 8 537 брт. Потоплена 30 апреля 1945 года к востоку от мыса Хаттерас, США, в районе с координатами 36°34′ с. ш. 74°00′ з. д. глубинными бомбами с американского патрульного фрегата USS Natchez и американских эскортных эсминцев USS Coffmann, USS Bostwick и USS Thomas. Все 52 члена экипажа погибли.